# 韩国向中国移交志愿军遗骸

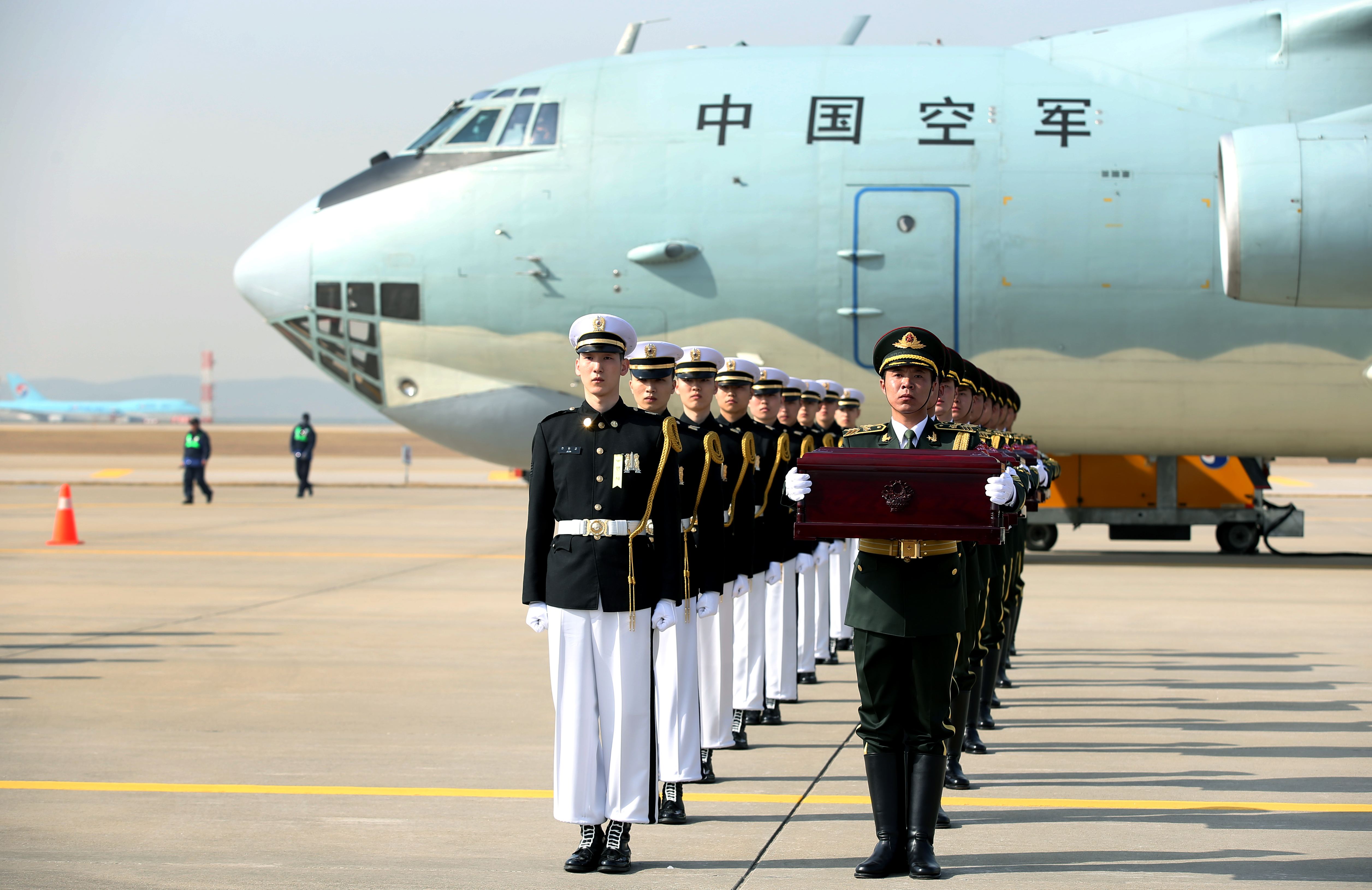
2015年3月20日，中韩双方在仁川机场正式移交志愿军遗骸

韩国向中国移交志愿军遗骸，中国称在韩中国人民志愿军烈士遗骸回国，韩国称中国军遗骸送还（韩语：／），指韩国与中国达成共识，定期发掘、移交埋葬在韩国境内的中国人民志愿军遗骸的一系列仪式。至今为止，双方已举行了11次移交，一共移交了981具志愿军遗骸。
| 批次 | 时间       | 遗骸数量                  |
| ---- | ---------- | ------------------------- |
| 1    | 2014年3月  | 437                       |
| 2    | 2015年3月  | 68                        |
| 3    | 2016年3月  | 36                        |
| 4    | 2017年3月  | 28                        |
| 5    | 2018年3月  | 20                        |
| 6    | 2019年4月  | 10（遗骸及遗物）          |
| 7    | 2020年9月  | 117（另有1368件相关遗物） |
| 8    | 2021年9月  | 109（另有1226件相关遗物） |
| 9    | 2022年9月  | 88（另有837件相关遗物）   |
| 10   | 2023年11月 | 25                        |
| 11   | 2024年11月 | 43                        |

## 背景

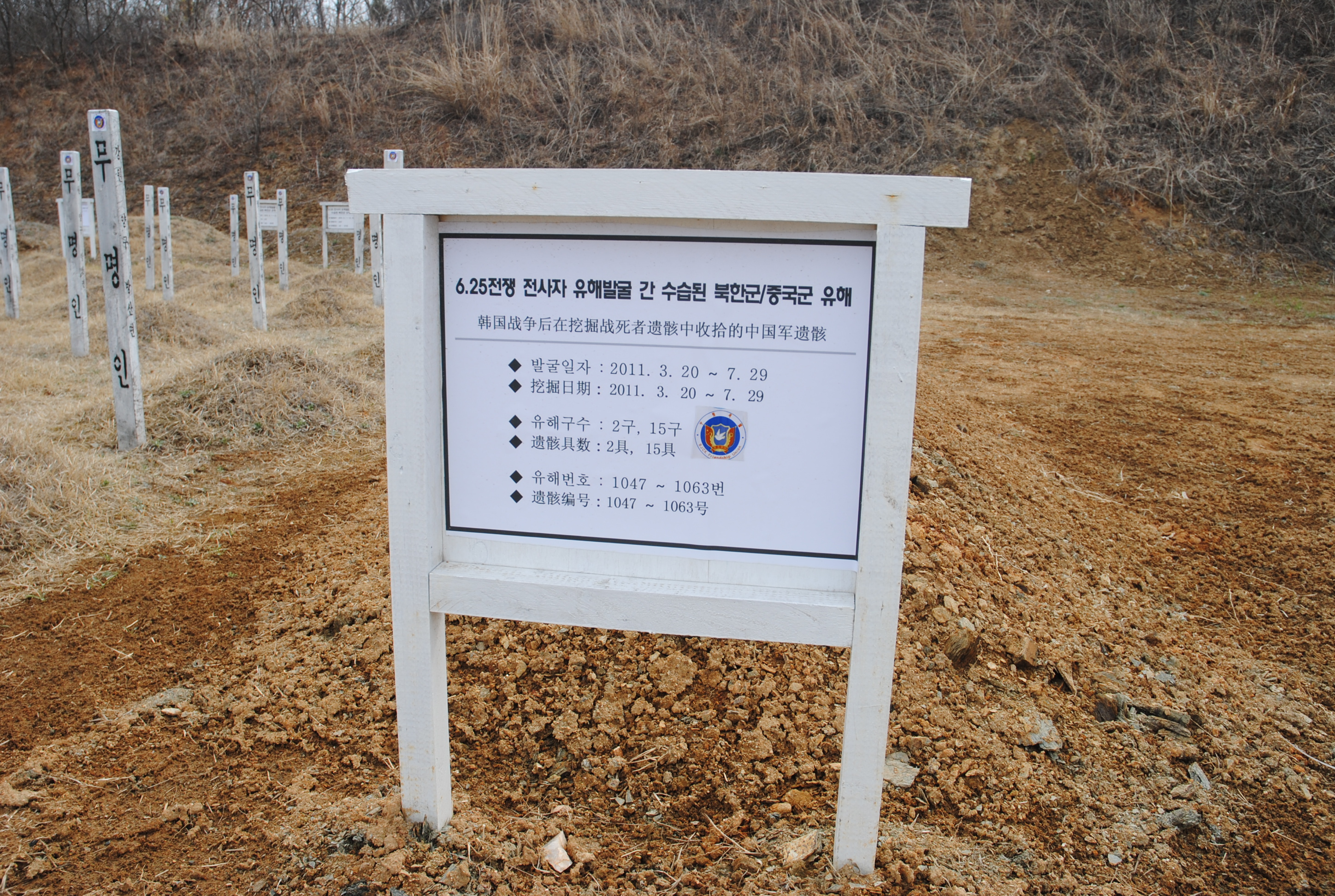
位于韩国京畿道坡州市的北韩军·中国军公墓中的部分志愿军遗骸坟墓

在朝鲜战争停战后，聯合國軍事停戰委員會在1954年组成了一个临时部门——“墓地注册委员会”，中国方面也成立了相应的临时机构，负责中国人民志愿军的遗体交接工作。从1954年9月开始，在近一个月的时间里，中国接收了超过1万具志愿军遗体。之后，被韩国方面发现的志愿军遗骸依然会通过停战委员会移交给停战委员会中方小组，然后在朝鲜安葬。1973年，时任朝鲜最高领导人金日成在平安南道檜倉郡等8处建立了“中国人民志愿军烈士墓”。在1981至1989年间，韩国政府通过朝鲜政府，向中国归还了42具志愿军遗骸。
朝鲜战争期间中国人民志愿军伤亡早期的統計53萬餘人次，阵亡、病故171,687人，2010年10月26日，中國抗美援朝纪念馆经过10多年全国走访查实，朝鲜战争期间全国志愿军战士阵亡共18萬3,108人。另外，因疾病或各种原因在戰俘營的所死亡的中国人民志愿军战俘很多，其中相当一部分战俘尸体没有遣返。
1991年，朝鲜撤离在停战委员会的代表团，中国也撤回了在委员会里的小组，于是搜寻志愿军遗骸的工作被搁置。1997年，韩国再次通过朝鲜向中国归还1具志愿军遗骸，此后朝鲜拒绝了韩方的后续移送要求。往后被韩国发现的志愿军遗骸，由于缺乏移交的机制，都被安葬在了1996年建成的、位于韩国京畿道坡州市的北韩军人及中国军人墓地。
2011年中国两会期间，时任全国政协科教文卫委员会副主任的刘长乐提出了将志愿军遗骨接回中国的建议；同时中国政府以民政部和外交部为核心，开始推进包括朝鲜战争在内的中国军人海外遗骨回国工作。根据估算，目前在海外掩埋的中国军人遗骸大约为11萬5,217具，其中99%埋葬在朝鲜半岛。

## 协商
2013年6月时任韩国总统朴槿惠访华期间，主動和時任國務院副總理劉延東主动提出在朝鲜战争停战60周年時，送还韩国军方管理的中国军人遗骸。促成中韩两国首次讨论了在韩志愿军烈士遗骸问题；接着，两国在首尔举行了第一次磋商，并于12月5日签署了会谈纪要。12月19日，双方开始挖掘烈士遗骸。2014年1月22日，双方再次于北京举行工作磋商，并签署了第二次会谈纪要。在协商中，两国确定将在每年清明节前协商交接。

## 历程

### 第1批
第一次交接仪式在2014年3月进行。
3月17日，双方启动遗骸装殓仪式。第一批移交的烈士遗骸是韩方多年来发掘于江原道横城、铁原、洪川以及京畿道涟川、加平等地，在鉴定后安葬在坡州墓地的，墓碑上没有任何身份信息。第1批志愿军遗骸原先的数量是425具，在后来的鉴定中，韩方又发现了12具，于是最后归还的遗骸为437具。为迎接归国的志愿军遗骸，沈阳抗美援朝烈士陵园在烈士纪念碑中轴线以北160米处，新建了下沉式志愿军烈士纪念广场。
3月28日6:30，中韩双方在韩国仁川国际机场举行437位在韩志愿军遗骸交接仪式，中方代表——中国民政部优抚安置局局长邹铭，与韩方代表——韩国国防部军备控制次长文尚均准将在现场签署了交接书；韩方共派出22辆专车负责运送志愿军烈士遗骸。中国空军专机进入中国领空后，2架歼-11前来护航。11:30迎接仪式在中国沈阳桃仙国际机场举行，时任国务院副总理张高丽、中央军委副主席许其亮、全国人大常委会副委员长严隽琪、国务委员王勇、全国政协副主席苏荣出席。
12时许，在礼兵护送下，志愿军烈士遗骸棺椁装上灵车，随后下葬在沈阳烈士陵园。烈士安葬在沈阳，一是因为沈阳烈士陵园规模较大，二是因为志愿军烈士中原籍东北的较多，符合“落叶归根”的观念。

### 第2批

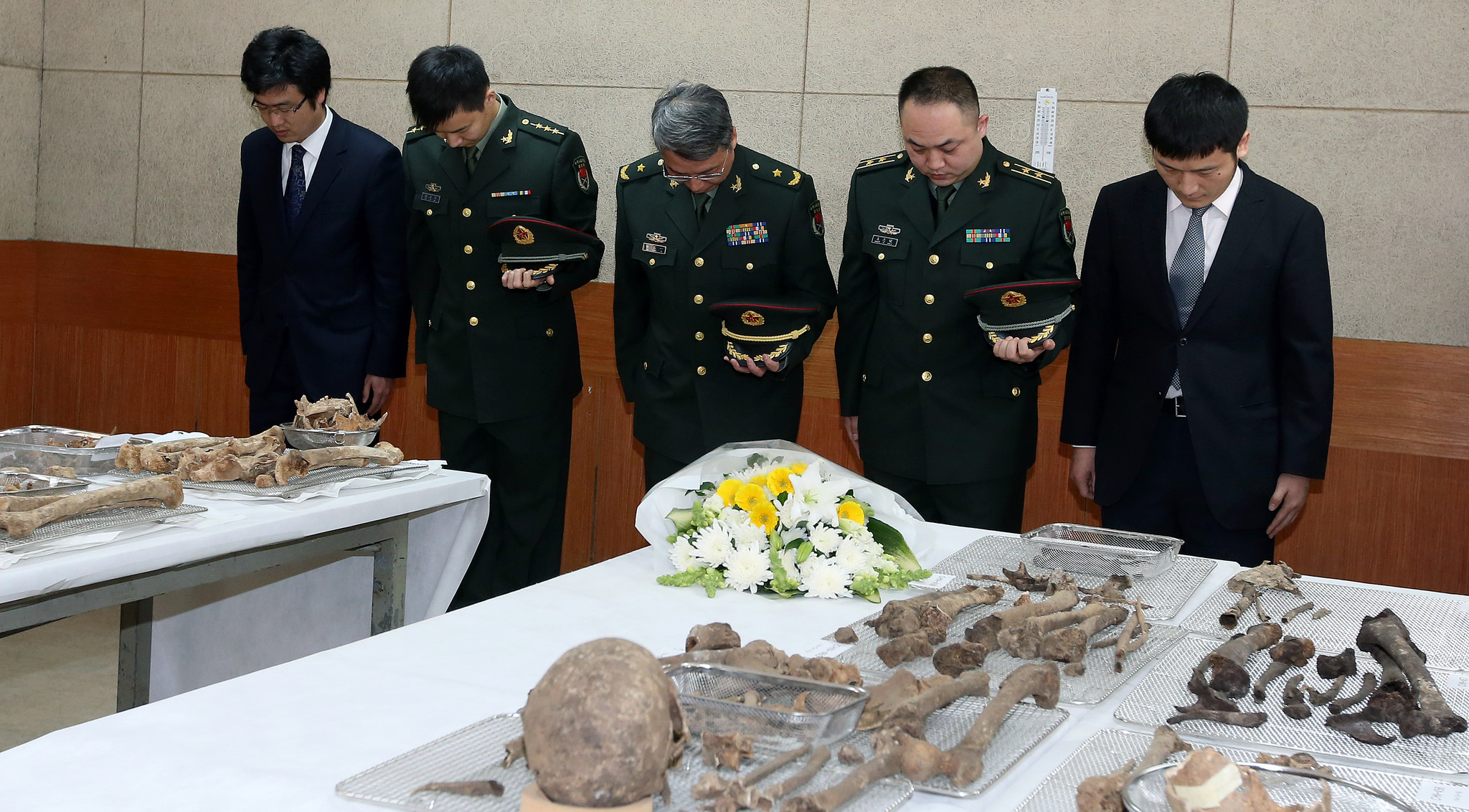
2015年3月16日，中韩双方对志愿军遗骸举行确认及默哀

2015年3月20日，中韩双方在仁川机场举行遗骸交接仪式，中方代表中国民政部副部长窦玉沛与韩方代表韩国国防部次官白承周参加，并在现场签署了交接书。11时，中国空军伊尔76运输机载着遗骸，在2架歼-11B的护送下，降落在沈阳桃仙机场，随后第二批志愿军烈士遗骸迎接回国仪式在机场举行；沈阳军区一个电子对抗团和一个机械化步兵团的260多名官兵负责仪式中的多个环节，沈阳市民政局和沈阳军区官兵共同清点棺椁数量；棺椁在接受三鞠躬后，被运往沈阳烈士陵园棺椁临时存放处。此次移交的68具遗骸发掘于坡州市旧邑里、葛谷里等地。
3月21日10:00，归国的68具志愿军遗骸安葬仪式在沈阳烈士陵园下沉式志愿军烈士纪念广场举行，民政部、总政治部、沈阳军区，以及朝鲜战争老兵和烈士亲属、中小学生等各界人士近400人参加仪式。

### 第3批
2016年1月27日，两国在北京商讨了志愿军遗骸归还事宜，韩国国防部军备控制次长张学明和中国民政部优抚安置局副局长李桂广作为两国首席代表出席。两国商定在3月31日于仁川机场进行遗骸和遗物移交。此次移交的烈士遗骸在韩国京畿道涟川郡、铁原郡等地于2015年3月至11月发掘。
2016年3月28日下午，中韩双方在坡州市举行志愿军烈士装殓工作。3月31日，在两架歼-11战机的护送下，中国空军伊尔76运输机载着36位烈士遗骸棺椁抵达沈阳桃仙机场，民政部、军委政治工作部、辽宁省民政厅、北部战区陆军机关参加迎接仪式。

### 第4批
2017年2月27日，中华人民共和国民政部优抚安置局副局长李桂广率领的中方工作组，和韩国国防部军备控制次长张学明准将率领的韩方工作组，在首尔完成了第4批志愿军遗骸交接的磋商，并签署了会谈纪要。
3月20日14时，中韩双方在韩国仁川市共同举行志愿军遗骸入殓仪式。此次归国的28具遗骸于2016年3月到11月间挖掘。
3月22日，韩国在仁川机场向中国移交28具志愿军遗骸；中華人民共和国民政部副部长孙绍骋参加了在仁川机场的交接仪式，这是自萨德入韩风波之后，中国首位访韩的高级别官员。

### 第5批
2018年3月28日10:00，中韩双方在仁川机场举行第5批志愿军遗骸交接仪式，中国民政部副部长高晓兵、中国驻韩国大使邱国洪、韩国国防部长宋永武等参加。11:20，载着20具志愿军遗骸及遗物的中国空军专机在沈阳桃仙机场降落，军委政治工作部、辽宁省以及北部战区陆军共200多人参与迎接仪式。
3月29日，归国的志愿军遗骸在沈阳烈士陵园安葬，民政部、外交部、财政部、中央军委政治工作部和辽宁省政府、沈阳市政府以及北部战区、辽宁省军区、武警辽宁总队、志愿军烈士家属、朝鲜战争老战士代表、学生、部队官兵代表等300余人出席了安葬仪式。辽宁省副省长崔枫林主持，仪式于10:00开始。

### 第6批
2019年1月23日上午，中国退役军人事务部与韩国国防部在北京就第六批志愿军遗骸交接事宜进行了磋商，随后双方签署了会谈纪要并商定于4月1日联合举行装殓仪式，4月3日交接遗骸及遗物。
3月6日，韩国国防部鉴别团确认，在2017年至2018年，于麟蹄、横城、洪川、涟川等地发掘的15具朝鲜战争阵亡者遗骸中，有10具为中国军人遗骸。
4月1日，第六批10位在韩志愿军遗骸及遗物在仁川举行装殓仪式。4月3日在仁川机场，中韩双方在仁川机场举行第6批志愿军遗骸交接仪式，双方代表现场签署交接书，中国退役军人事务部副部长钱锋率中方交接代表团出席，中国驻韩大使邱国洪为志愿军棺椁覆盖国旗。11:36，中国空军专机载有10位志愿军遗骸及145件遗物，降落在沈阳机场，退役军人事务部、军委政治工作部、辽宁省以及北部战区陆军共200多人参加迎接仪式，辽宁省退役军人事务厅厅长秦喆主持。

### 第7批
2020年9月26日中午，中韩双方在仁川举行志愿军遗骸入殓仪式。27日，中韩双方在仁川机场举行第7批志愿军遗骸交接仪式，韩国外交部第一次官崔钟建和中国退役军人事务部副部长常正国作为两国代表出席仪式。此次移交的117具遗骸于2019年在朝韩非军事区箭头山（白马山战役交战地区）发掘。
此次承担运输任务的中国空军专机是运-20，编号01，2架歼-11B在中国领空为其护航。27日12:00，专机在沈阳机场降落；降落后，待命的消防车向专机行水门礼。在这一批志愿军遗骸、遗物归国后，有4位志愿军烈士的身份通过遗物得到了确认。遗物包括一枚1951年全国政协制作的抗美援朝纪念章。

### 第8批
2021年8月30日，中方派出代表团赴韩；9月1日，中韩双方在仁川机场举行遗骸入殓仪式。2日，中韩双方在仁川机场举行遗骸交接仪式。载着遗骸的运20在沈阳机场降落后，中方在机场举行迎回仪式。3日，安葬仪式在沈阳烈士陵园举行。此次韩国向中国移交了109名中国人民志愿军烈士的遗骸以及1226件遗物，其中98具遗骸在2019-2020年间发掘于朝韩非军事区箭头山，其余的遗骸和遗物发掘于京畿道涟川郡、江原道铁原郡、华川郡以及洪川郡等地。

### 第9批
2022年9月，韩方向中方移交第九批在韩中国人民志愿军烈士遗骸及遗物；9月15日，中韩双方在韩国共同举行装殓仪式，并于翌日举行交接仪式。17日，安葬仪式在沈阳抗美援朝烈士陵园举行。韩国向中国移交了88名中国人民志愿军烈士的遗骸以及837件遗物，这些遗骸是在2019年至2021年期间发掘的，发掘地点位于韩国京畿道和江原道涟川、铁原、抱川、横城、洪川、DMZ等6个地区，其中51具在韩朝非军事区箭头山地发掘。

### 第10批
2023年11月21日，中国空军一架运-20飞机赴韩国，準備接运第十批在韩志愿军烈士遗骸回国。11月22日上午，第十批志愿军烈士遗骸装殓仪式舉行。11月23日上午，搭載第十批在韩志愿军烈士遗骸的运-20降落在桃仙国际机场。11月24日上午，第十批在韩中国人民志愿军烈士遗骸在沈阳抗美援朝烈士陵园安葬。

### 第11批
2024年11月28日，韩方向中方移交43位在韩中国人民志愿军烈士遗骸及相关遗物。